# Géraldine Pailhas

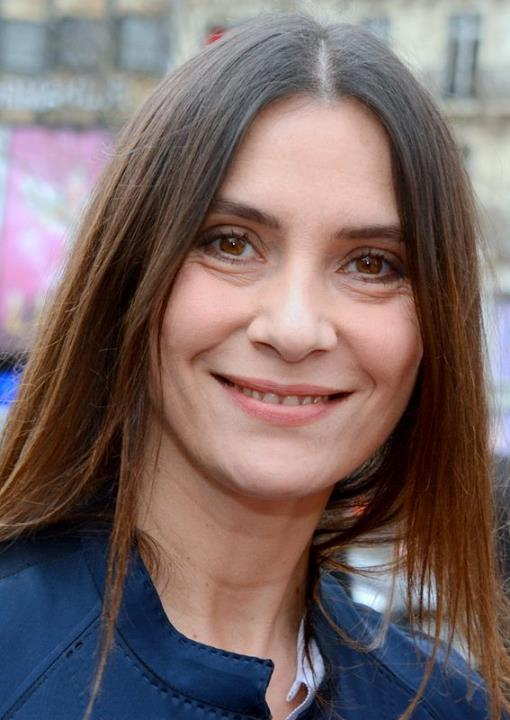
Géraldine Pailhas (2014)

Géraldine Pailhas (* 8. Januar 1971 in Marseille, Département Bouches-du-Rhône, Frankreich) ist eine französische Schauspielerin. 

## Leben
Géraldine Pailhas ist mit dem Schauspieler Christopher Thompson verheiratet. Sie ist zweifache Mutter. Im Jahr 2003 war sie die Moderatorin der César-Verleihung. Einem internationalen Publikum wurde sie 1995 als Doña Anna, die unerfüllte Sehnsucht des von Johnny Depp verkörperten männlichen Hauptdarstellers der Liebeskomödie Don Juan DeMarco, bekannt. Sie hat in mehreren Filmen des französischen Regisseurs François Ozon mitgespielt, aber auch in Filmen von Jean-Jacques Beineix, Maurice Pialat, Cédric Klapisch, Jacques Doillon, Danièle Thompson, Nicole Garcia u. a.

## Filmografie
- 1989: Haute Tension – Retour à Malaveil – Regie: Jacques Ertaud (TV-Film)
- 1991: La Neige et le feu – Regie: Claude Pinoteau
- 1991: Les Arcandiers – Regie: Manuel Sanchez
- 1992: IP5 – Insel der Dickhäuter (IP 5 – L’île aux pachydermes) – Regie: Jean-Jacques Beineix
- 1993: Comment font les gens – Regie: Pascale Bailly
- 1993: Ein Mann am Meer (Un homme à la mer) – Regie: Jacques Doillon (TV-Film)
- 1994: La Folie douce – Regie: Frédéric Jardin
- 1994: Suite 16 – Regie: Dominique Deruddere
- 1995: Tom est tout seul – Regie: Fabien Onteniente
- 1995: Don Juan DeMarco – Regie: Jeremy Leven
- 1995: Mein Vater, das Kind (Le Garçu) – Regie: Maurice Pialat
- 1997: Singles unterwegs (Les Randonneurs) – Regie: Philippe Harel
- 1999: Peut-être – Regie: Cédric Klapisch
- 2000: Die Sache mit dem Sex & der Liebe (La Parenthèse enchantée) – Regie: Michel Spinosa
- 2001: Die Offizierskammer (La Chambre des officiers) – Regie: François Dupeyron
- 2002: L’Héritière – Regie: Bernard Rapp (TV-Film)
- 2002: Ein perfektes Leben (L’adversaire) – Regie: Nicole Garcia
- 2003: Après – Regie: Angelo Cianci
- 2003: Le Coût de la vie – Regie: Philippe Le Guay
- 2004: Une vie à t’attendre – Regie: Thierry Klifa
- 2004: The Returned (Les Revenants) – Regie: Robin Campillo
- 2004: Les Parallèles – Regie: Nicolas Saada
- 2004: 5×2 – Fünf mal zwei (5×2) – Regie: François Ozon
- 2005: Sky Fighters (Les Chevaliers du ciel) – Regie: Gérard Pirès
- 2006: Du jour au lendemain – Regie: Philippe Le Guay
- 2006: Ich denk' an euch (Je pense à vous) – Regie: Pascal Bonitzer
- 2006: Le Héros de la famille – Regie: Thierry Klifa
- 2007: Spion(e) – Regie: Nicolas Saada
- 2008: Ein Schloss in Schweden (Château en Suède) – Regie: Josée Dayan
- 2010: Bus Palladium – Regie: Christopher Thompson
- 2010: Rebecca H. (Return to the Dogs) – Regie: Lodge Kerrigan
- 2011: Das Paradies der Tiere (Le paradis de bêtes) – Regie: Estelle Larrivaz
- 2012: Wann war der Mann ein Mann? (Le Déclin de l'empire masculin) – Regie: Angelo Cianci
- 2013: Eine Hochzeit und andere Hindernisse (Des gens qui s'embrassent) – Regie: Danièle Thompson
- 2013: Jung & Schön (Jeune et Jolie) – Regie: François Ozon
- 2013: La rupture – Regie: Laurent Heynemann (TV-Film)
- 2014: Divin enfant – Regie: Olivier Doran
- 2014: SMS – Regie: Gabriel Julien-Laferrière
- 2014: Le dos rouge – Regie: Antoine Barraud
- 2014: Disparue en hiver – Regie: Christophe Lamotte
- 2015: Rouge, le portrait mensonger de Bertrand Bonello – Regie: Antoine Barraud
- 2016: Louis-Ferdinand Céline – Regie: Emmanuel Bourdieu
- 2016: Mobile Étoile – Regie: Raphaël Nadjari
- 2016: Absturz ins Leben (La nouvelle vie de Paul Snijder) – Regie: Thomas Vincent
- 2016–2018: Marseille (Fernsehserie)
- 2017: Das Mädchen, das lesen konnte (Le semeur) – Regie: Marine Francen
- 2019: Stiller Verdacht (La part du soupçon) – Regie: Christophe Lamotte (TV-Film)
- 2021–2021: UFOs (OVNI(s), Fernsehserie, Regie: Antony Cordier)
- 2021: Alles ist gut gegangen (Tout s’est bien passé) – Regie: François Ozon
- 2021: Tendre et saignant – Regie: Christopher Thompson

## Auszeichnungen
- 1992: César als Beste Nachwuchsdarstellerin für La Neige et le feu.
- 2001: ausgezeichnet als Beste Fernsehschauspielerin auf dem Festival de la fiction TV in Saint Tropez für L’Héritière
- 2004: César-Nominierung als Beste Nebendarstellerin für Le Coût de la vie
- 2014: César-Nominierung als Beste Nebendarstellerin für Jung & Schön